# 풀무원
주식회사 풀무원(Pulmuone)은 대한민국의 식품회사이다.

## 역사
- 1982년 풀무원효소식품으로 설립
- 1984년 풀무원효소식품에서 풀무원식품으로 변경
- 1984년 국내 최초 포장두부 출시
- 1986년 풀무원샘물 설립
- 1987년 국내 최초 플라스틱 포장두부 출시
- 1991년 풀무원식품 미국 현지법인 PULMUONE USA 설립
- 1994년 털보네식품 인수 현 풀무원 음성공장
- 1995년 풀무원식품에서 풀무원으로 변경
- 1995년 풀무원 생라면 시판
- 1996년 풀무원생활 설립
- 1997년 올가홀푸드 전신 내추럴하우스자연건강 설립
- 2000년 푸드머스 설립, 식자재 구매 대행 사업 시작
- 2000년 이씨엠디, 식음료 서비스 사업 시작
- 2003년 빙그레로부터 라면 사업을 양수함
- 2009년 연매출 1조원 달성
- 2010년 풀무원 중국 현지법인 상해포미다식품유한공사,북경포미다식품유한공사 설립
- 2010년 풀무원 대표 사회공언 활동 '바른먹거리 캠패인' 시작
- 2012년 프랑스 다논그룹 합작법인 풀무원다논 설립
- 2012년 일본 더스킨 합작법인 풀무원더스킨 설립
- 2013년 풀무원기분 설립
- 2014년 풀무원 창사 30주년
- 2014년 서울 수서 풀무원 본사 어린이집 '풀무원 어린이집' 개원
- 2014년 일본 아사히식품공업 인수
- 2016년 풀무원USA, 미국 두부 1위 ‘비타소이(Vitasoy)’의 두부사업권 인수
- 2016년 9년 연속 열린주주총회 개최
- 2018년 풀무원 13년 만에 새CI 변경
- 2021년 주말에만 통화 가능
- 2023년 풀무원 물류차량에 친환경 수소전기트럭, 전기트럭 도입
- 2026년 풀무원이 라면사업을 유성식품 주식회사 분리 신설 예정

## 주요 생산제품
2018년 4월 기준.
- 건강식품: N흑마늘진, 동충하초프라임, 금사환, 그린체 영양건조효모·퍼스트백수오·브레인큐·생식순
- 음료: 아임리얼(I'm Real), 액티비아, 식물성유산균, 유기명일엽녹즙, 남해약쑥과 익모초, 내몸화음 건강즙, 풀무원샘물
- 면 & 밥 & 만두: 생면식감, 자연은 맛있다, 생가득 평양물냉면·가쓰오우동·7가지 야채와 볶음밥·평양왕만두, 냉동김밥[2]
- 라면: 우리집라면, 마이컵, 출발5분전, 3시라면, 합격라면, 라면세대, 캡틴, 매운콩라면, 뉴면, 고추맛면, 맛보면, 이라면(빙그레 라면 사업부 철수 파기 라면사업부문은 풀무원으로 이관. 그리고 2026년 유성식품 주식회사 분리 신설 이관 예정)
- 반찬: 국산콩두부, 소가(SOGA) 두부, 맛있는동그랑땡, 찬마루 무쌈·단무지·오이지·부산어묵
- 채소: 국산콩무농약콩나물, 유기농콩나물, 샐러드가든, 어린잎허브믹스
- 축산물: 목초를 먹고 자란 건강한 닭이 낳은달걀, 자연란, 초생란, 찬마루 삶아서 바로 깐 메추리알
- 양념: 찬마루 국산콩생청국장·초고추장·고소쌈장·정통된장찌개양념·국산콩청국장찌개양념·다진마늘
- 간식: 우리쌀떡국, 뮤즐리, 생가득 올바른 핫도그·올바른 브리또·올바른 샐러드·바로조리순쌀떡볶이
- 화장품: 이씰린 노블퍼펙트포밍클렌저·노블리프트업아이크림·노블리프트업에센스·노블화이트클리닉에센스·노블익스트림선블럭SPF40·노블멀티세럼옴므
- 반려동물식품: 아미오 유기농시니어·유기농어덜트·스킨앤뷰티·슬림업·유기농퍼피·초유연어·유산균닭가슴살·칼슘닭가슴살

## 공장 및 지점 현황
- 음성공장: 충청북도 음성군 대소면 삼양로 730-27
- 서울지점: 서울특별시 강남구 광평로 280 (수서동, 로즈데일빌딩)
- 강남지점: 서울특별시 종로구 인사동길 35-4 (관훈동, 인사동마루)
- 충남지점: 충청남도 천안시 서북구 부성8길 38, 302호 (두정동, 계룡타워)